# Chotětov (stacja kolejowa)
Chotětov – stacja kolejowa w miejscowości Chotětov, w kraju środkowoczeskim, w Czechach. Znajduje się na wysokości 265 m n.p.m..
Jest zarządzana przez Správę železnic. Na stacji istnieje możliwości zakupu biletów i rezerwacji miejsc.

## Linie kolejowe
- 070 Praha – Turnov